# Hermine Braunsteiner-Ryan

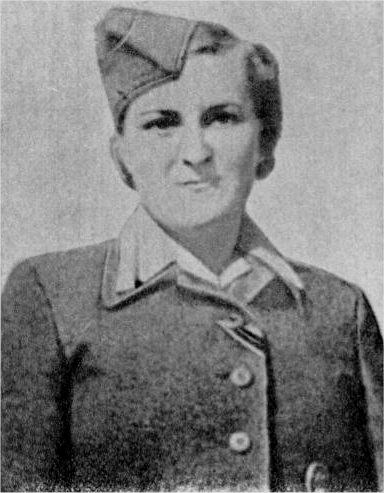
Hermine Braunsteiner

Hermine Braunsteiner-Ryan (* 16. Juli 1919 in Wien; † 19. April 1999 in Bochum) war eine österreichische Aufseherin in den Konzentrationslagern Ravensbrück und Majdanek. Sie wurde erst 1981 (mehr als 35 Jahre nach ihren Verbrechen) im Majdanek-Prozess zu lebenslanger Haft verurteilt und 1996 begnadigt.

## Leben

### Arbeit im KZ
Hermine Braunsteiners Vater war Metzger. Sie erhielt eine unpolitische und streng katholische Erziehung und besuchte von 1925 bis 1933 die Volks- und Hauptschule. Zwischen 1934 und 1939 arbeitete sie in einer Brauerei und als Haushaltsgehilfin, danach bei den Heinkel-Werken in Berlin.
Braunsteiner bewarb sich 1939 aufgrund besserer Bezahlung und Arbeitsbedingungen erfolgreich im KZ Ravensbrück. Sie trat dort ihren Dienst am 15. August 1939 an und wurde zur Aufseherin ausgebildet. Ihre eifrige Pflichterfüllung ermöglichte Hermine Braunsteiner einen schnellen Aufstieg in der Aufseher-Hierarchie. 1941 wurde sie Leiterin der Kleiderkammer in Ravensbrück. Am 16. Oktober 1942 wurde Braunsteiner in das KZ Majdanek in das besetzte Polen versetzt, wo sich ihre Karriere fortsetzte. Ein halbes Jahr später wurde sie Rapportführerin und kurz darauf Stellvertreterin der Oberaufseherin Else Ehrich.
Unter den Insassen galt Braunsteiner als die grausamste und brutalste Aufseherin und wurde von ihnen „Kobyla“ („die Stute“) genannt; sie trat Häftlinge mit ihren eisenbeschlagenen Stiefeln. Sie fiel besonders durch ihre grausame Behandlung von Kindern auf, die in ihren Augen „nutzlose Esser“ waren. Sie bestrafte die Kinder durch Schläge und Peitschenhiebe, wenn sie sich zu hastig auf den Essenskübel stürzten oder ihre Häftlingsnummer nicht richtig angenäht hatten. Ein Kind war von seinem Vater, als er in dem Lager ankam, in einem Rucksack versteckt worden. Als es sich bewegte, schlug Braunsteiner mit der Peitsche auf das schreiende, weinende Kind und trieb es dann in die Gaskammer.
1943 erhielt Braunsteiner das Kriegsverdienstkreuz zweiter Klasse. Im Januar 1944 wurde sie in das KZ Ravensbrück zurückversetzt, zunächst als Leiterin des Nebenlagers Genthin und dann auch als Oberaufseherin. Nach Auflösung des Lagers Anfang Mai 1945 floh sie vor den sowjetischen Truppen zurück nach Wien.

### Leben nach Kriegsende und Entdeckung
1946 wurde Hermine Braunsteiner durch die österreichische Polizei verhaftet und an die Alliierten ausgeliefert. Sie verbrachte zwei Jahre in Internierungs- und Kriegsgefangenenlagern. 1949 wurde sie vom „Landesgericht für Strafsachen in Wien als Volksgericht“ für ihre Taten in Ravensbrück zu drei Jahren schwerem, verschärftem Kerker verurteilt, jedoch schon im Frühjahr 1950 wieder freigelassen. Ihre Tätigkeit in Majdanek spielte bei diesem Prozess keine Rolle.
Acht Jahre später wanderte sie mit dem US-Soldaten Russel Ryan nach Kanada aus, heiratete ihn und zog daraufhin mit ihm zusammen in die Vereinigten Staaten in den New Yorker Stadtteil Queens. Weder ihrem Mann noch den amerikanischen Behörden erzählte sie von ihrer Arbeit in den Konzentrationslagern.
1963 erhielt Hermine Braunsteiner-Ryan die US-amerikanische Staatsbürgerschaft. Ein Jahr später wurde sie jedoch von Simon Wiesenthal aufgespürt. Umfangreiche Presseberichte und ein Ausbürgerungsverfahren folgten. 1971 verzichtete Braunsteiner-Ryan rückwirkend auf die US-Staatsbürgerschaft und war somit staatenlos. 1973 wurde sie in den Vereinigten Staaten verhaftet, in die Bundesrepublik Deutschland ausgeliefert und kam zunächst wegen Fluchtgefahr in Untersuchungshaft.
Im Jahr 2013 entdeckte ein Mann in Graz in der Hinterlassenschaft seiner Großmutter mehrere private Dokumente, welche Braunsteiner-Ryan in den Jahren 1957 bis 1973 an diese geschickt hatte. In einem längeren Brief aus dem US-Gefängnis vom 22. April 1973 schreibt sie:

„Dieses habe ich alles meinen lieben Freunden, den J. [d.h., den Juden] und auch dem deutschen Staat zu verdanken, die es für nötig halten (auf den enormen Druck und Geldmacht der so beliebten Rasse) mich nach 34 Jahren für schuldig machen zu wollen, und so meine Auslieferung fordern, um mich aufs neue wieder zu verurteilen, für all das, was damals der deutsche Staat anordnete und ausführen ließ.“

Der Historiker Martin Cüppers interpretiert die aufgefundenen Dokumente so: Derartige Nazi-Karrieren werden von „einem Bündel an Motiven“ angetrieben. Dazu gehörte jedenfalls, mit der NS-Ideologie in ihrer ganzen Bandbreite einverstanden zu sein, vor allem mit dem Antisemitismus.

### Der Majdanek-Prozess
1975 wurde Braunsteiner-Ryan im dritten Majdanek-Prozess vor dem Landgericht Düsseldorf zusammen mit acht anderen Mitarbeitern des Lagers angeklagt. Die Vorwürfe gegen Ryan lauteten „gemeinschaftlicher Mord in 1.181 Fällen und Beihilfe zum Mord in 705 Fällen“.
Hermine Braunsteiner-Ryan zeigte vor Gericht keine Regung oder gar Reue. Es wird berichtet, dass sie während der Verhandlung sogar Kreuzworträtsel gelöst hat. Sie war die meiste Zeit sehr schweigsam. Wenn sie etwas sagte, bestritt sie die Vorfälle. Später nannte sie als Grund für ihr Handeln ihren Mangel an Lebenserfahrung und bezeichnete sich als „kleines Rad im Getriebe“. Über ihre Zeit im Lager berichtete sie: „… der ganze Eindruck und die ganze Atmosphäre im Lager haben mich seelisch sehr belastet, ich meine als Frau“. Während der Verhandlung erlitt Braunsteiner-Ryan zweimal einen Zusammenbruch. Sie wurde aufgrund einer Kaution ihres Ehemanns 1976 aus der Untersuchungshaft entlassen, wurde aber 1977/78 wieder in Untersuchungshaft genommen, da sie versucht hatte, eine Zeugin einzuschüchtern. Wegen der zu erwartenden Verurteilung wegen Mordes wurde sie 1979 erneut in Untersuchungshaft genommen.
Das Gericht verurteilte Hermine Braunsteiner-Ryan 1981 zu lebenslanger Haft. Sie wurde in drei von neun Anklagepunkten verurteilt: Selektion mit Mord an 80 Menschen, Beihilfe zum Mord an 102 Menschen („Kinderaktion“) und Selektion mit gemeinschaftlichem Mord an 1000 Menschen.

### Begnadigung
1996 wurde sie im Alter von 77 Jahren wegen ihres schlechten Gesundheitszustands durch Johannes Rau – den damaligen Ministerpräsidenten von Nordrhein-Westfalen – begnadigt.

### Sonstiges
Man vermutet, dass Braunsteiner-Ryans Benehmen im Prozess und zum Teil ihre Geschichte von Bernhard Schlink für seine Romanfigur Hanna in Der Vorleser als Inspiration oder Vorbild genutzt wurde.